# Celles-sur-Ource
Celles-sur-Ource è un comune francese di 486 abitanti situato nel dipartimento dell'Aube nella regione del Grand Est.

## Società

### Evoluzione demografica
Abitanti censiti